# ژنرال دلا روره
ژنرال دلا رُوِره (ایتالیایی: Il generale Della Rovere) فیلمی در ژانر درام به کارگردانی روبرتو روسلینی است که در سال ۱۹۵۹ منتشر شد. از بازیگران آن می‌توان به ویتوریو دسیکا، ویتوریو کاپریولی، جووانا رالی، ساندرا میلو، لوچیا مودونیو و فرانکو اینترلنگی اشاره کرد. این فیلم داستان کلاهبردار خرده پایی است که به جای مجازات در زندان میلان، نقش یک ژنرال میهن پرست را بازی می کند. 
این فیلم توانست جایزهٔ شیر طلایی جشنواره فیلم ونیز را از آنِ خود کند.

## داستان
در جنوا، سال ۱۹۴۴ و در بحبوحه حکومت جمهوری اجتماعی ایتالیا، مرد جوان و جیب‌بری به نام امانوئله باردونه به خدمت نیروهای اشغالگر آلمان درمی‌آید تا خود را به جای ژنرال دلّا رووره، فرمانده مقاومت ایتالیایی، جا بزند. مأموریت او نفوذ به جمع زندانیان مقاومت در زندان میلان است. اما در جریان این نقش‌آفرینی، باردونه آن‌قدر به شخصیت خود باور پیدا می‌کند که فراتر از تظاهر، تبدیل به یک قهرمان واقعی می‌شود. او ابتدا با انگیزه دادن به همراهانش، آن‌ها را به ایستادگی و مقاومت تشویق می‌کند و در نهایت، به جای اینکه به فرمانده دیگر خیانت کند، حاضر می‌شود جان خود را در برابر جوخه اعدام فدا کند.